# Піхотна дивізія «Богемія»
Піхотна дивізія «Богемія» (нім. Infanterie-Division Böhmen) — піхотна дивізія Вермахту за часів Другої світової війни. Участі в бойових діях не брала.

## Історія
Піхотна дивізія «Богемія» сформована 17 квітня 1944 року на навчальному центрі Міловіце (нім. Truppenübungsplatz Milowitz) на території протекторату Богемії та Моравії, як «дивізія-тінь» (нім. Schatten-Division). У червні 1944 року її підрозділи пішли на посилення 198-ї та формування 237-ї піхотних дивізій Сухопутних військ.